# John Noble
John Noble (ur. 20 sierpnia 1948 w Port Pirie) – australijski aktor filmowy i telewizyjny oraz reżyser ponad 80 sztuk teatralnych.
Znany zwłaszcza z roli Denethora w filmie Władca Pierścieni: Powrót króla (2003) w reżyserii Petera Jacksona. Na dużym ekranie wystąpił także m.in. w filmach Maska małpy (2000), Jedna noc z królem (2006) czy Powrót. Historia Howarda Winstone'a (2010).
Grał postać rosyjskiego konsula Anatolija Markowa w dwóch odcinkach szóstego sezonu amerykańskiego serialu 24 godziny. Można go też było oglądać w serialu Fringe, gdzie wcielał się w rolę ekscentrycznego naukowca Waltera Bishopa.